# Монтерия
Монтери́я (исп. Montería) — город и муниципалитет на севере Колумбии, административный центр департамента Кордова.

## История
Монтерия была основана 1 мая 1777 года испанским офицером Антонио де ла Торре-и-Мирандой. В 1807 году был присвоен статус малого города (Villa), в 1840 году — статус районного центра (cabecera de distrito), а в 1923 году — статус муниципалитета. В 1952 году Монтерия была провозглашена административным центром департамента Кордова.

## Географическое положение

Муниципалитет Монтерия

Город расположен в северной части департамента, на обоих берегах реки Сину, на расстоянии приблизительно 480 километров к северо-западу от столицы страны Боготы. Абсолютная высота — 24 метра над уровнем моря.

Площадь муниципалитета составляет 3141 км².

## Климат
| Показатель                    | Янв. | Фев. | Март | Апр. | Май  | Июнь | Июль | Авг. | Сен. | Окт. | Нояб. | Дек. | Год  |
| ----------------------------- | ---- | ---- | ---- | ---- | ---- | ---- | ---- | ---- | ---- | ---- | ----- | ---- | ---- |
| Средний суточный максимум, °C | 33,3 | 33,7 | 34   | 33,8 | 32,7 | 32,6 | 32,8 | 32,8 | 32,2 | 32,1 | 32,1  | 32,6 | 32,9 |
| Средняя температура, °C       | 27,7 | 28,1 | 28,4 | 28,6 | 28,1 | 28   | 27,9 | 27,9 | 27,7 | 27,6 | 27,6  | 27,6 | 27,9 |
| Средний суточный минимум, °C  | 22,1 | 22,5 | 22,9 | 23,5 | 23,5 | 23,4 | 23,1 | 23,1 | 23,2 | 23   | 23    | 22,7 | 23   |
| Норма осадков, мм             | 4    | 17   | 28   | 96   | 175  | 152  | 166  | 170  | 183  | 164  | 94    | 36   | 1285 |
| Источник: Weatherbase         |      |      |      |      |      |      |      |      |      |      |       |      |      |

## Население
По данным Национального административного департамента статистики Колумбии, совокупная численность населения города и муниципалитета в 2012 году составляла 422 175 человек.
Динамика численности населения города по годам:
| 2005    | 2006    | 2007    | 2008    | 2009    | 2010    | 2011    | 2012    |
| ------- | ------- | ------- | ------- | ------- | ------- | ------- | ------- |
| 378 970 | 384 937 | 390 996 | 397 113 | 403 280 | 409 476 | 415 796 | 422 175 |

Согласно данным переписи 2005 года мужчины составляли 48,6 % от населения города, женщины — соответственно 51,4 %. В расовом отношении белые и метисы составляли 95,8 % от населения города; черные — 3,8 %; индейцы — 0,4 %.
Уровень грамотности среди населения старше 15 лет составлял 89,4 %.

## Экономика и транспорт
Основу экономики города составляют мясная и молочная отрасли скотоводства. В 5 километрах к северу от города расположен аэропорт Лос-Гарсонес.